# Episodi di Low Winter Sun
La prima stagione della serie televisiva Low Winter Sun è stata trasmessa in prima visione assoluta negli Stati Uniti, dal canale via cavo AMC, dall'11 agosto al 6 ottobre 2013.
In Italia è stata trasmessa in prima visione pay dal canale Fox Crime, della piattaforma satellitare Sky, dal 14 novembre 2013 al 16 gennaio 2014.
| nº | Titolo originale   | Titolo italiano            | Prima TV USA      | Prima TV Italia  |
| -- | ------------------ | -------------------------- | ----------------- | ---------------- |
| 1  | Pilot              | Senza problemi             | 11 agosto 2013    | 14 novembre 2013 |
| 2  | The Goat Rodeo     | Business, soldi e cadaveri | 18 agosto 2013    | 21 novembre 2013 |
| 3  | No Rounds          | Testimoni scomodi          | 25 agosto 2013    | 28 novembre 2013 |
| 4  | Catacombs          | Catacombe                  | 1º settembre 2013 | 5 dicembre 2013  |
| 5  | Cake on the Way    | Affari "molto" sporchi     | 8 settembre 2013  | 12 dicembre 2013 |
| 6  | The Way Things Are | Così vanno le cose         | 15 settembre 2013 | 19 dicembre 2013 |
| 7  | There Was a Girl   | A causa di una donna       | 22 settembre 2013 | 26 dicembre 2013 |
| 8  | Revelations        | Rivelazioni                | 29 settembre 2013 | 2 gennaio 2014   |
| 9  | Ann Arbor          | Senza meta                 | 6 ottobre 2013    | 9 gennaio 2014   |
| 10 | Surrender          | La resa                    | 6 ottobre 2013    | 16 gennaio 2014  |